# Villers-la-Ville
För andra betydelser, se Villers-la-Ville (olika betydelser).
Villers-la-Ville (vallonska Vilé-l'-Veye) är en kommun i provinsen Vallonska Brabant i fransktalande Vallonien i Belgien. Kommunen består av de fem ortsdelarna Marbais, Mellery, Sart-Dames-Avelines, Tilly, Villers-la-Ville.
Sevärd är ruinerna av klostret Villers, som grundades 1146 och beboddes till 1796 av cisterciensmunkar. 1893 började retaureringen av de största klosterruinerna i hela Belgien.